# Magyarsók
Magyarsók (szlovákul Šok) Szelőce településrésze, korábban önálló falu Szlovákiában, a Nyitrai kerületben, a Vágsellyei járásban.

## Fekvése
Vágsellyétől 12 km-re délkeletre fekszik.

## Története
A zoborhegyi apátság 1113-ban kiadott oklevele említi elsőként. A 13. században a semptei uradalom része, később több nemes családé. A 16. században elpusztította a török. 1533-ban 17 leégett és 13 lakatlan háza volt. Később újratelepítették és 1828-ban már 341 háza volt 2381 lakossal. 1873-ban egy árvízben a falu legnagyobb része elpusztult.
Vályi András szerint "Magyar, és Tót Sok. Két elegyes faluk Nyitra Várm. földes Uraik B. Hellenbach, és több Uraságok, lakosaik katolikusok, ’s más félék is, fekszik egygyik Ardóczhoz nem meszsze, mellynek filiája; másik tót Dióshoz nem meszsze; határjok középszerű, vagyonnyaik külömbfélék."
Fényes Elek szerint "Sók, (Magyar), magyar falu, Nyitra vgyében, Szelőcze mellett, közel a Vágh vizéhez, Érsek-Ujvárhoz 2 mfd. Lakja 1502 kath., 3 evang., 849 reform., 124 zsidó. – Van benne ref. szentegyház, synagoga. – Határa róna, és igen sikeres buzát terem; legelője, rétje elég; s azért sok szarvasmarhát, lovat, juhot tart. F. u. gr. Károlyi, gróf Hunyady, gr. Berthold, és m. t."
A trianoni békeszerződésig Nyitra vármegye Vágsellyei járásához tartozott. A községet 1947-ben Szelőcéhez csatolták.

## Népessége
1910-ben 2022, túlnyomórészt magyar lakosa volt.
2001-ben Szelőce 2832 lakosából 1682 magyar és 1011 szlovák volt.

## Neves személyek
- Itt született 1787-ben Réső Ensel Sándor jogtudományi író, ügyvéd, táblabíró.
- Itt született 1914-ben Kertész Gyula polihisztor

## Külső hivatkozások
- Községinfó
- Szelőce Szlovákia térképén
- E-obce.sk[halott link]